# Jacob Rubinovitz
Jacob Rubinovitz (hebr. ‏יעקב רובינוביץ‎; ur. 6 września 1947 w Łodzi) – izraelski naukowiec polskiego pochodzenia, były dyrektor Laboratorium Robotyki i Komputerowo Zintegrowanego Wytwarzania (Computer Integrated Manufacturing, CIM) na Wydziale Inżynierii Przemysłowej i Zarządzania Instytutu Technologii Technion w Izraelu.

## Życiorys
W 1957 wyjechał z Polski w ramach aliji do Izraela.
W 1969–1973 pracował jako analityk systemów w Centrum Komputerowym izraelskiego Ministerstwa Obrony (Mamram), a w 1973–1983 jako analityk systemów i dyrektor produktu w Control Data wdrażając za granicą programy CMMS (Cyber Manufacturing Management System).

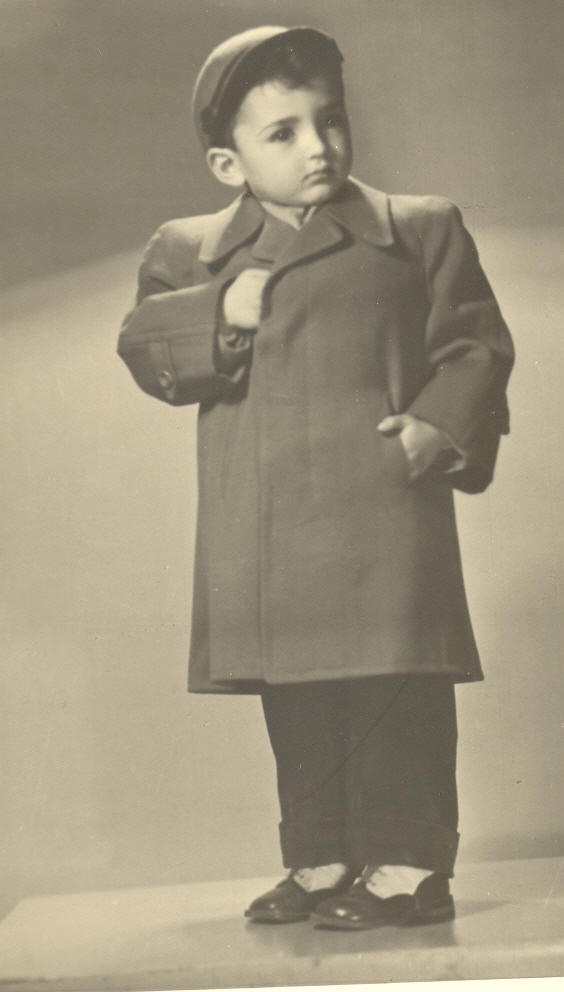
Jacob Rubinovitz jako dziecko

Po uzyskaniu doktoratu z inżynierii przemysłowej na Pennsylvania State University w 1987, przez kolejny rok pełnił funkcję profesora wizytującego w Katedrze Zarządzania Systemów i Przemysłu tej uczelni. W 1988 rozpoczął pracę na Wydziale Inżynierii Przemysłowej i Zarządzania w Instytucie Technologii Technion w Hajfie. Był dyrektorem Laboratorium Robotyki i Komputerowo Zintegrowanego Wytwarzania (CIM).
W 1995 był associate professor w Uniwersytecie Pittsburskim. W latach 2003–2004 wykładał także na Uniwersytecie Telawiwskim.
Wykładał CIM i robotykę, jest również autorem książki z tej dziedziny.
W marcu 2012 był gościem honorowym na Krajowej Konferencji Zarządzania przemysłowego – The 17th National Industrial Engineering And Management Conference.
W 2005 przeszedł na emeryturę. Mieszkał w moszawie Miszmar ha-Sziwa. Żonaty, ma troje dzieci (Ofer i Sagi Rubin, Michal Slonim) i czworo wnuków.

## Ważniejsze publikacje
- : CIM – מערכות ייצור משולבות CIM-תכן ממחושב; בקרה ספרתית; רובוטיקה; יישומי ראייה ב
- CAD and Graphic Simulators/Emulators of Robotic Systems w: Shimon Y. Nof (red.) Handbook of Industrial Robotics, Wiley 1999.
- David Cleland, B. Bidanda The Automated Factory Handbook. Technology and Management (1999)
- A. Drori i in. A Survey on the Penetration of Advanced Production Systems and Factory Automation into the Israeli Industry. neaman.org.il. [zarchiwizowane z tego adresu (2013-10-20)]. (1990)